# Egon Kapellari

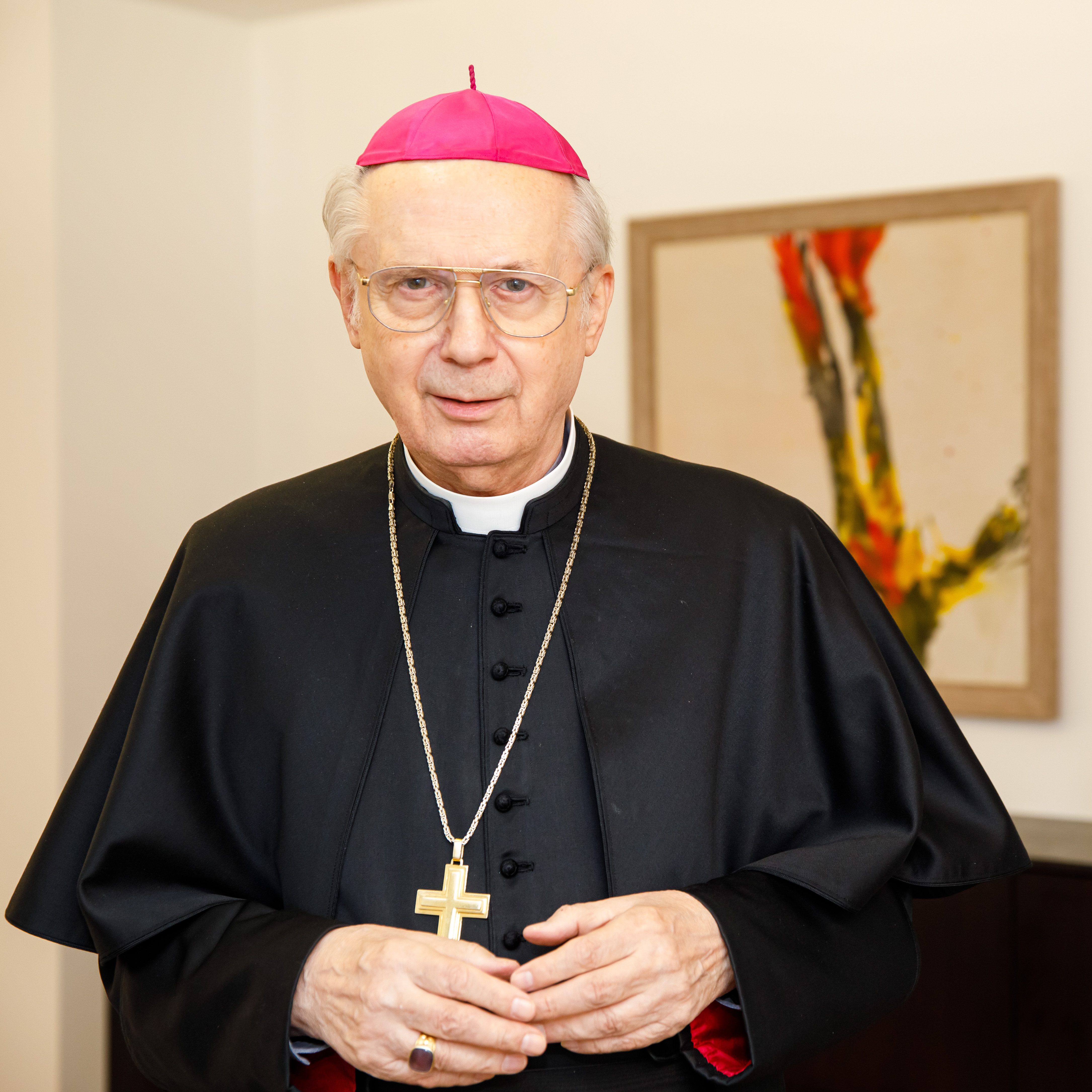
Bischof Egon Kapellari (2021)

Wappen Bischof Egon Kapellaris als Diözesanbischof der Diözese Graz-Seckau

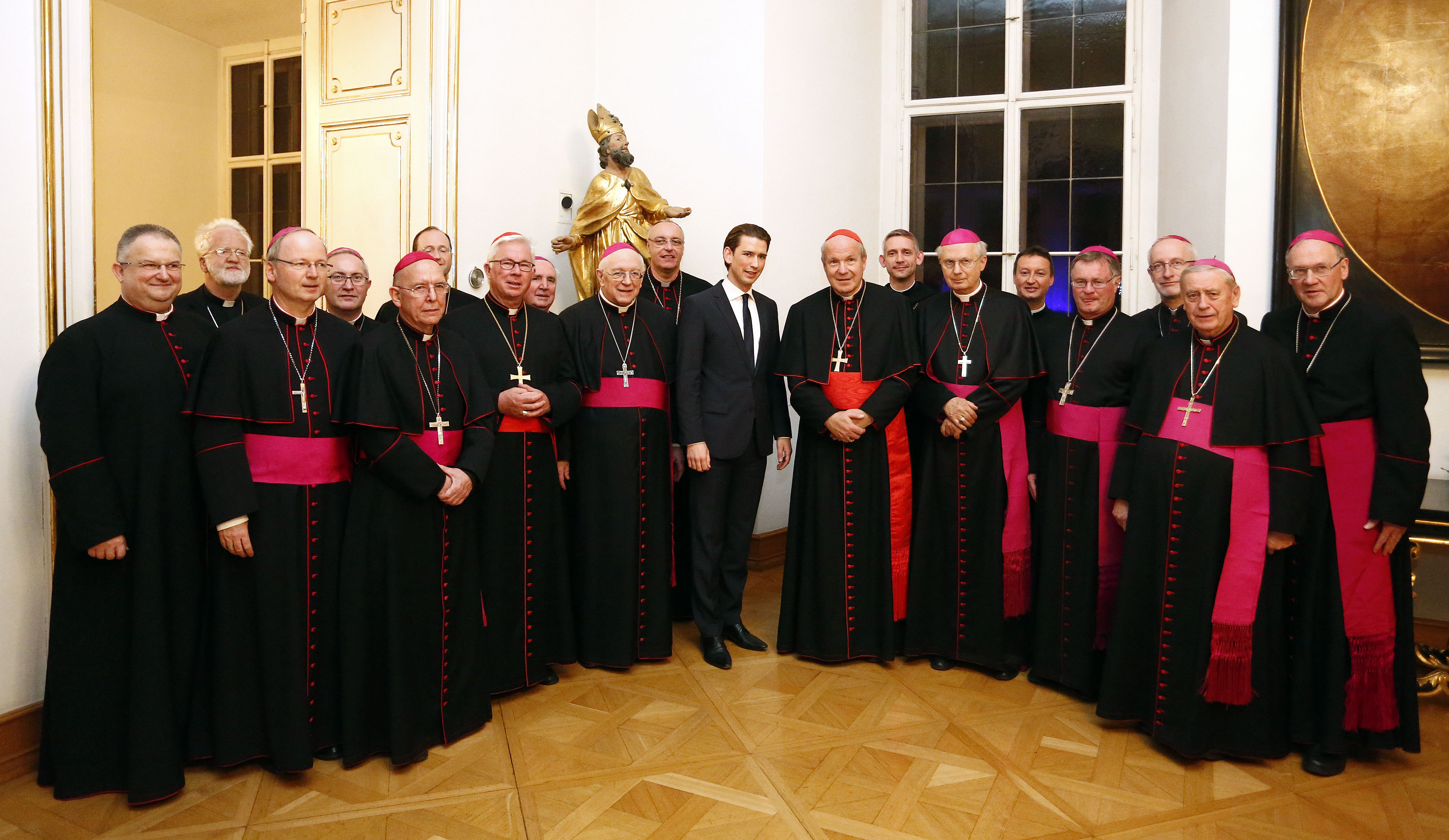
Die Österreichische Bischofskonferenz mit Diözesanbischof Kapellari als stellvertretendem Vorsitzenden 2014

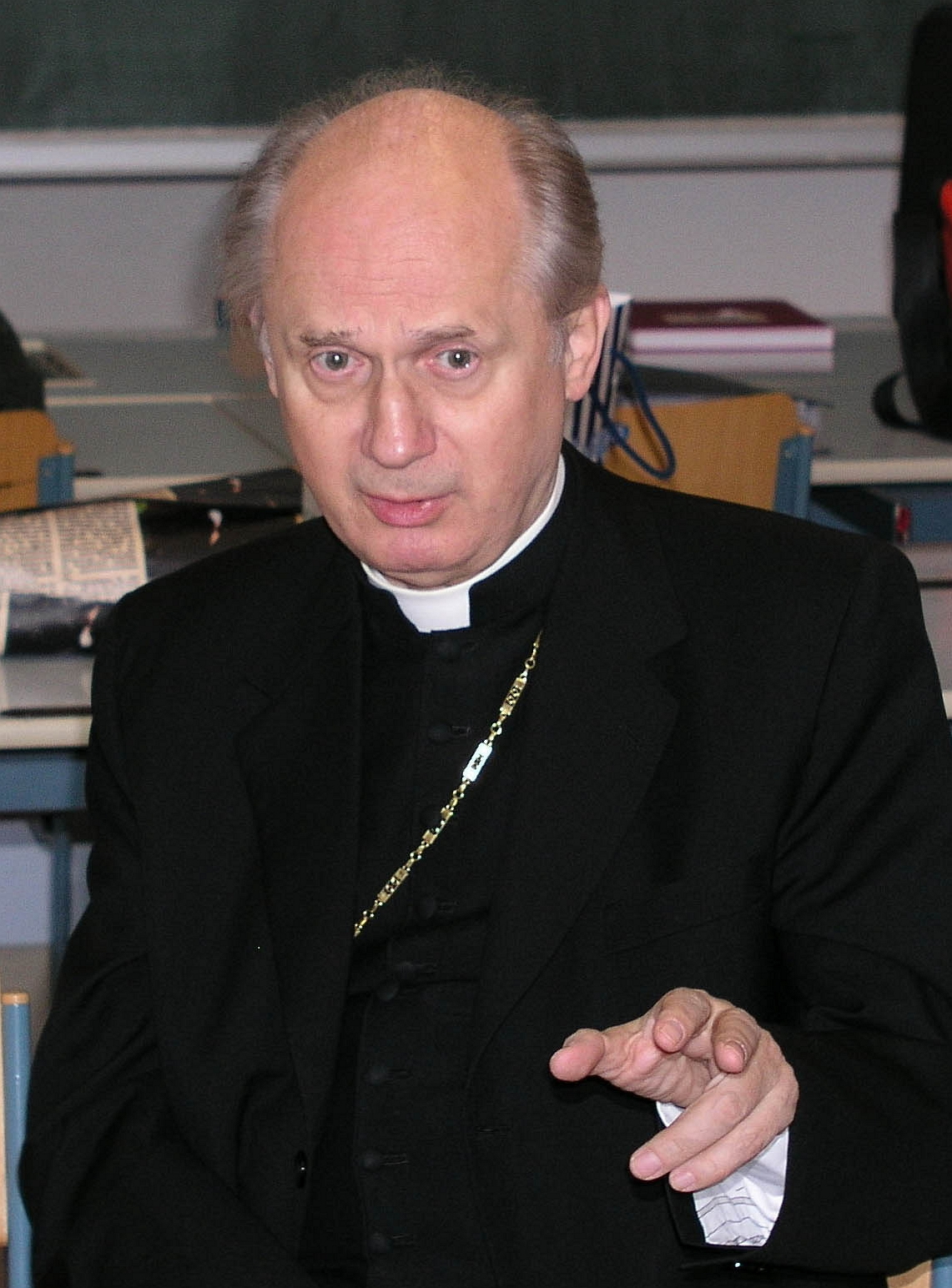
Diözesanbischof Egon Kapellari zu Besuch im Akademischen Gymnasium Graz, 15. Februar 2005

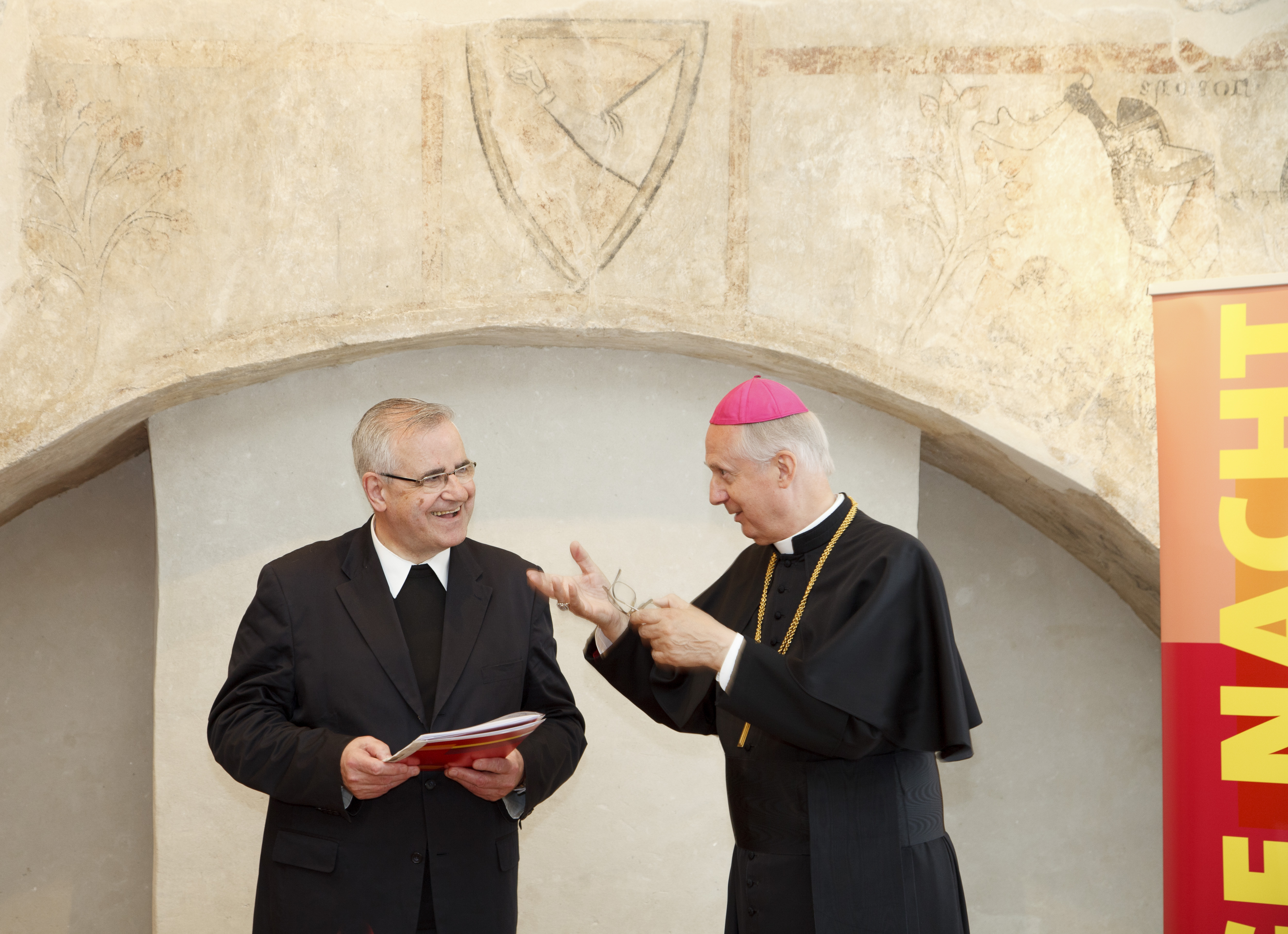
Bischof Egon Kapellari und sein damaliger Generalvikar Heinrich Schnuderl unter dem Wappen der steirischen Diözesanbischöfe, 2011

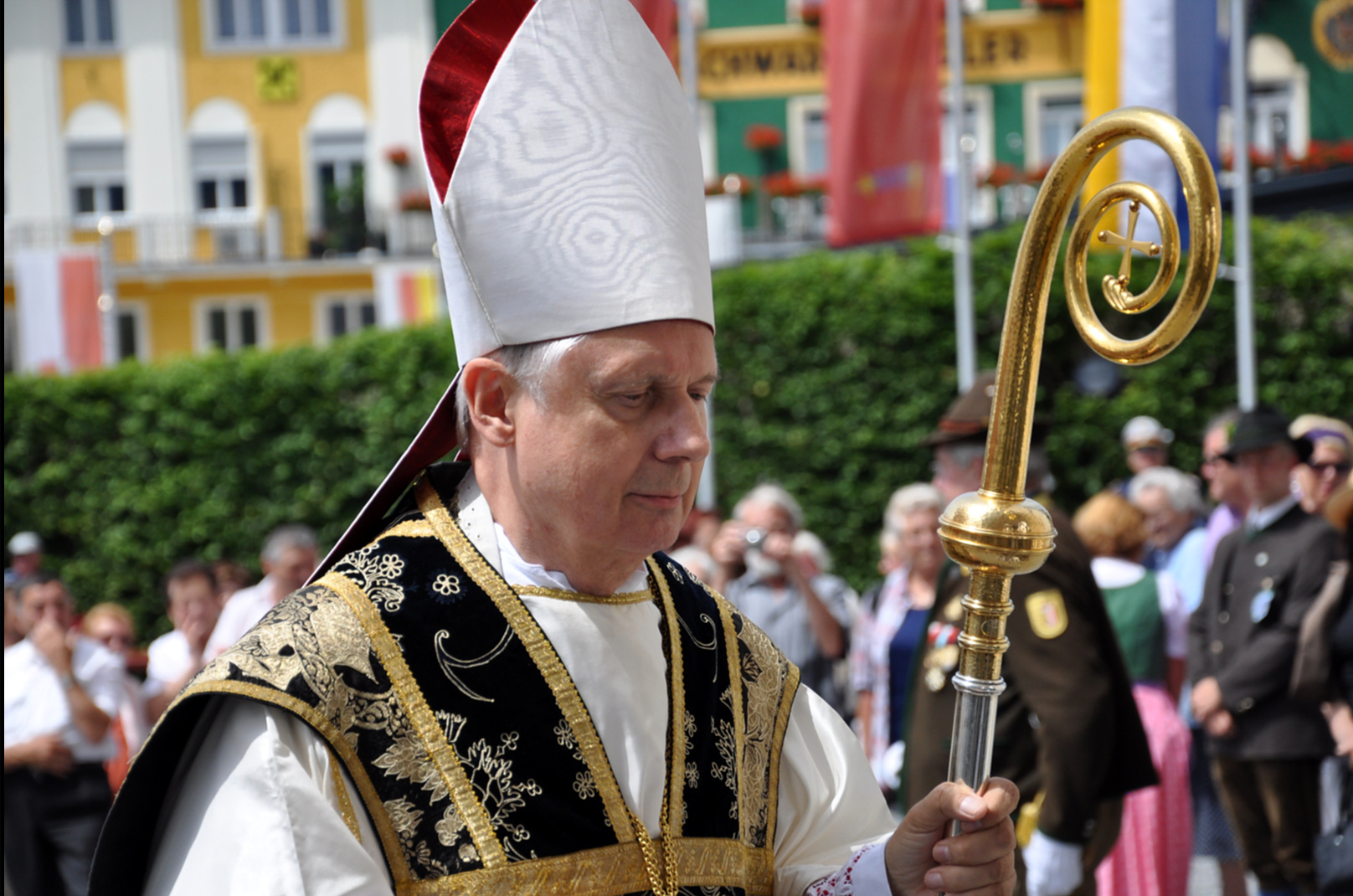
Bischof Kapellari während des Requiems für Otto von Habsburg in Mariazell, 2011

Egon Kapellari (* 12. Jänner 1936 in Leoben) ist ein emeritierter österreichischer römisch-katholischer Bischof und Jurist. Er war von 1982 bis 2001 Diözesanbischof der Diözese Gurk-Klagenfurt, von 2001 bis 2015 Diözesanbischof der Diözese Graz-Seckau und gleichzeitig Stellvertretender Vorsitzender der Österreichischen Bischofskonferenz.

## Leben
Kapellari absolvierte seine Schulausbildung in Leoben und maturierte 1953 am dortigen Gymnasium. Danach studierte er bis 1957 an der Universität Graz Rechtswissenschaften und wurde zum Doktor der Rechtswissenschaften promoviert. Anschließend studierte er Theologie an der Universität Salzburg und an der Universität Graz.
Am 9. Juli 1961 empfing er durch Bischof Josef Schoiswohl in Graz die Priesterweihe. Von 1962 bis 1964 war Kapellari Kaplan in der Grazer Kalvarienbergpfarre. Anschließend war er bis Ende 1981 Hochschulseelsorger der Katholischen Hochschulgemeinde und Leiter des Afro-Asiatischen Instituts in Graz. Ab 1968 war er außerdem Mitglied der Leitung des Grazer Priesterseminars und wurde am 15. September 1973 zum Monsignore (Kaplan seiner Heiligkeit) ernannt.
Am 7. Dezember 1981 wurde Kapellari von Papst Johannes Paul II. zum Diözesanbischof der Diözese Gurk-Klagenfurt ernannt. Die Bischofsweihe spendete ihm der Salzburger Erzbischof Karl Berg am 24. Jänner 1982. Mitkonsekratoren waren die Bischöfe Johann Weber und Maximilian Aichern. Sein Wahlspruch lautet Omnia vestra, vos autem Christi (Alles ist Euer, Ihr aber gehört Christus).
In seiner Zeit als Kärntner Bischof initiierte er unter anderem die „St. Georgener Gespräche“ mit Referenten wie Joseph Ratzinger, Karl Lehmann, Hans Urs von Balthasar oder Johann Baptist Metz.
Am 14. März 2001 wurde er zum Diözesanbischof der Diözese Graz-Seckau ernannt und übernahm am selben Tag deren Leitung. In der österreichischen Bischofskonferenz war er für zahlreiche Bereiche zugleich oder nacheinander zuständig, so von 1982 bis 1992 Referent für Jugendseelsorge („Jugendbischof“), von 1982 bis 1992 Mitglied des Rates der Europäischen Bischofskonferenzen (CCEE), durch zwei Funktionsperioden auch Mitglied des Päpstlichen Rates für den Dialog mit den Nichtglaubenden im Vatikan, von 1997 bis 2015 Mitglied der Kommission der Bischofskonferenzen der Europäischen Gemeinschaft (COMECE) in Brüssel, weiters Referatsbischof für Liturgie, Kultur und Medien. Von 2001 bis 2015 war Kapellari auch Stellvertretender Vorsitzender der Österreichischen Bischofskonferenz. Bekannt als Medien-Bischof, war er zudem Präsident der Katholischen Medien-Akademie Wien.
Sein Rücktrittsgesuch als Diözesanbischof beim Erreichen der Altersgrenze von 75 Jahren wurde 2011 von Papst Benedikt XVI. nunc pro tunc (= jetzt für später) angenommen und seine Amtsdauer zugleich um zwei Jahre verlängert.
Neben seinen vielfältigen Aufgaben als Bischof fand er immer wieder Zeit für das Schreiben anspruchsvoller Bücher, die ihn international bekannt machten: Bücher über zahlreiche Themen zwischen Kirche und Gesellschaft, vor allem über Liturgie und das Verhältnis zwischen Kirche und Kunst. Das Buch Heilige Zeichen erschien in insgesamt sieben Sprachen.
Zum Thema Pfarrerinitiative schrieb Kapellari 2012 in einem Hirtenbrief, er wolle alles tun, damit reformorientierte Katholiken „im großen Schiff der Diözese und der Weltkirche verbleiben“ könnten, wandte sich aber dagegen, dass „einige […] eigenmächtig das Steuerrad dieses Schiffes Kirche ergreifen“ wollten. Das führe zur „Spaltung“.
Im März 2013 verhängte Kapellari ein Predigtverbot über Ostern gegen den Pfarrer von St. Veit am Vogau, Karl Tropper, wegen wiederholter verbaler Ausfälle gegen den Islam und Homosexuelle. Bei weiteren „Exzessen“ behielt sich der Bischof weiteres Einschreiten vor.
Am 24. Jänner 2015 gab Kapellari in einem Hirtenbrief seinen in wenigen Tagen folgenden Rücktritt bekannt. Er trat nach mehr als vierjährigem erfolglosen Warten auf seine altersbedingte Abberufung und auf einen Nachfolger an der Spitze der Diözese zurück. Der Rücktritt wurde am 28. Jänner 2015 kirchenrechtlich nach Can. 401 §1 des Codex Iuris Canonici wirksam, nachdem die entsprechende Verlautbarung seines Rücktrittes in einem Bulletin des Heiligen Stuhls bekanntgegeben wurde.
Das Grazer Domkapitel übernahm am 28. Jänner 2015 gemäß Can. 419 des Codex Iuris Canonici (CIC) als Konsultorenkollegium interimistisch die Leitung der Diözese und wählte für die Zeit der Sedisvakanz der Diözese Graz-Seckau gemäß Can. 421 §1 CIC den bisherigen Generalvikar Heinrich Schnuderl zu deren Diözesanadministrator.
Die Ernennung des Nachfolgers Kapellaris und neuen Bischofs von Graz-Seckau, Wilhelm Krautwaschl, durch Papst Franziskus erfolgte am 16. April 2015 und wurde am selben Tag durch ein Bulletin des Heiligen Stuhls bekanntgegeben. Bischof Kapellari fungierte bei der Weihe Bischof Krautwaschls am 14. Juni 2015 im Grazer Dom neben dem Hauptkonsekrator Erzbischof Franz Lackner als Mitkonsekrator.
Als emeritierter Bischof lebt er bei den Elisabethinen in Graz.

## Mitgliedschaften und Ehrungen (Auswahl)
- 1982: Ehrenring des Landes Steiermark
- 1988:	Ehrenbürgerschaft der Stadtgemeinde Straßburg (Kärnten)
- 1992: Großes Goldenes Ehrenzeichen der Republik Österreich mit dem Stern
- 1994: Großkreuz des Souveränen Malteserordens
- 1994: Ehrenmitgliedschaft der K.Ö.St.V. Karantania im MKV
- 1996: Einspieler-Preis[19]
- 1996: Ehrenmitgliedschaft der K.Ö.a.V. Carinthia im ÖCV[20]
- 1997: Mitglied der K.Ö.L. Ferdinandea zu Graz im KÖL
- 1999: Verleihung der Ehrenmitgliedschaft des Carinthischen Sommers[21]
- 2001: Ehrenring der Stadt Klagenfurt[22]
- 2001: Kärntner Landesorden in Gold
- 2002: Ehrenring und Ehrenbürgerschaft der Marktgemeinde Gurk (Kärnten)
- 2002: Ehrenring der Stadt Villach[23]
- 2005: Ehrenring der Stadt Leoben
- 2005:	Ehrenbürgerschaft der Stadt Mariazell
- 2005: Großer Leopold-Kunschak-Preis
- 2006: Österreichisches Ehrenkreuz für Wissenschaft und Kunst I. Klasse
- 2006: Großes Goldenes Ehrenzeichen des Landes Steiermark mit dem Stern
- 2006: Ehrendoktorat der Karl-Franzens-Universität Graz
- 2007:	Mitgliedschaft im PEN-Club
- 2016: Großer Josef-Krainer-Preis[24]
- 2018:	Ehrenmitgliedschaft der Bayerischen Benediktinerakademie[25]
- 2020: Ehrenbürger von Graz[26]

## Schriften
- Heilige Zeichen. Mit einem Vorwort von Hans-Urs von Balthasar. Styria-Verlag, Graz 1987, 3. Aufl. 1989, ISBN 3-222-11799-3
- Glanz strahlt von der Krippe auf. Weihnachtsbetrachtungen. Styria-Verlag, Graz 1991, 2. Aufl. 1992, ISBN 3-222-12060-9
- Zünd an in uns des Lichtes Schein. Ein Bischof schreibt zur Firmung. Styria-Verlag, Graz 1991, 2. Aufl. 1992, ISBN 3-222-11998-8
- Worauf warten wir? Adventsgedanken. Verlag Herder, Freiburg i. B. 1993, ISBN 3-451-23264-2
- Ein Fest gegen die Schwerkraft. Osterbetrachtungen. Styria-Verlag, Graz 1993, ISBN 3-222-12190-7
- Geheimnisvoll erstrahlt das Kreuz. Betrachtungen über das Leiden Christi. Carinthia-Verlag, 1994, ISBN 3-85378-414-3
- Und haben fast die Sprache verloren. Fragen zwischen Kirche und Kunst. Styria-Verlag, Graz 1995, ISBN 3-222-12312-8
- Heilige Zeichen in Liturgie und Alltag. Styria-Verlag, Graz 1997, 5. Aufl. 2006, ISBN 978-3-222-13206-3
- Zu Pfingsten in Jerusalem. Ein Bischof schreibt zur Firmung. Styria-Verlag, Graz 1999, 4. Aufl. 2010, ISBN 978-3-222-13293-3
- Aber Bleibendes stiften die Dichter. Gedanken zum Tag. Styria-Verlag, Graz 2001, ISBN 3-222-12861-8
- Menschenzeit in Gotteszeit – Wege durch das Kirchenjahr. Styria-Verlag, Graz 2002, ISBN 3-222-12944-4
- Begegnungen unterwegs. Eine Nachlese. Styria-Verlag, Graz 2003, ISBN 3-222-13113-9
- Und dann der Tod... Sterbebilder. Styria-Verlag, Graz 2005, ISBN 978-3-222-13188-2
- Breitenauer Bilderbibel. Hrsg.: Röm. kath. Pfarre Breitenau, 8614 Breitenau, St. Erhard 21, Neuauflage, Frühjahr 2006
- Bis das Licht hervorbricht – Fragen zwischen Kirche und Kunst. Styria-Verlag, Graz 2006, ISBN 978-3-222-13211-7
- Seit ein Gespräch wir sind... Neue Begegnungen. Styria-Verlag, Graz 2007, ISBN 978-3-222-13219-3
- Das Leiden Christi. Styria-Verlag, Graz 2010, ISBN 978-3-222-13289-6
- In und Gegen. Gespräche über Gott, Mensch und Welt. Styria-Verlag, Graz 2010, ISBN 978-3-222-13299-5
- Zeichen am Weg. Eine Nachlese. Styria-Verlag, Graz 2012, ISBN 978-3-222-13378-7
- mit Hans Winkler: Egon Kapellari. Was kommt? Was bleibt? Gespräche an einer Lebenswende. Interview, Autobiografie, Styria Premium, Wien Graz Klagenfurt 2013, ISBN 978-3-222-13424-1.
- Quelle des Segens. SONNTAGSBLATT Edition, Sonntagsblatt der Diözese Graz-Seckau, Graz 2013
- Verwandlung und Bergung der Dinge in Gefahr. Wieser-Verlag, Klagenfurt 2014, ISBN 978-3-99029-121-4
- Schritte zur Mitte. Styria-Verlag, Graz 2016, ISBN 978-3-222-13529-3